# Juan Maróti
Juan Maróti (en húngaro: Maróti János; c. 1366-1434), fue un noble húngaro del siglo XIV y xv, que fue ban de Macsó.

## Biografía
Era hijo de Juan, perteneciente al linaje Gutkeled. Junto con su hermano Dionisio, participó en la batalla de Nicópolis del lado del rey Segismundo. Su hermano, murió en la batalla en 1396, mientras que Juan logró escapar con vida y permaneció leal a Segismundo, especialmente contra la facción de  Juan Horvat.
En 1393, fue nombrado caballero de la corte. Juan, emparentado con la familia Garai, resultó herido y capturado en la matanza de Garai el 25 de julio de 1386. Tras ser liberado, se unió a Nicolás Garai el Joven ya Segismundo. Participó en las campañas de Valaquia (1395) y Nicópolis (1396), donde se le encomendó evaluar la fuerza del ejército otomano, resultando herido en combate.
Entre 1397 y 1398, desempeñó el cargo de conde de los sículos, y desde 1398 hasta 1408 fue ban de Macsó. En 1399, durante una asamblea en el condado de Tolna, condenó a muerte a Ladislao Békatoroki Picsere por falsificar un documento en nombre del rey Béla IV. Luchó junto a Segismundo contra la rebelión de 1403 y tomó los castillos de Tomás Ludányi. Ese mismo año, recibió la administración del señorío de Gyula y comenzó la construcción de su castillo con arquitectos italianos.
Durante el período de vacancia entre el 6 de noviembre de 1403 y el 14 de noviembre de 1408, fue gobernador secular de la arquidiócesis de Kalocsa hasta el 22 de noviembre de 1406. Como pariente de los Garai, formó parte de la conspiración contra Segismundo en 1401 y, tras la liberación del rey en Siklós, se unió a la Liga de Siklós y la Orden del Dragón.
En 1414, fue gobernador de Friuli. En 1415, viajó a Constanza y, en ese mismo año, fue derrotado en la batalla de Doboj junto con Pablo Csupor y Juan Garai. Fue capturado por Hrvoje, gran duque de Bosnia y duque de Split, quien se había aliado con los otomanos, pero logró su liberación pagando un alto rescate. En 1427, en Valaquia, restituyó en el trono al voivoda Dan. Entre 1427 y 1428, volvió a ocupar el cargo de bán de Macsó.
Se le conoció como un comandante militar excelente, aunque despiadado. Segismundo lo recompensó generosamente por sus servicios, otorgándole grandes propiedades, incluidas las de los rebeldes, además de obtener más tierras a través de hipotecas y concesiones. Desarrolló progresivamente su señorío y fundó monasterios franciscanos en Atya y Gyula.

## Muerte
Juan Maróti falleció en 1434 y fue enterrado en la iglesia de Nitra.

## Descendencia
Tuvo dos hijos, Juan y Ladislao, y una hija llamada Ana. En 1437, Ana estuvo comprometida con Juan Koronghi, pero debido a un conflicto y derramamiento de sangre entre sus familias, el obispo de Pécs, con el permiso del papa Eugenio IV, anuló el compromiso. Su hijo Ladislao también se convirtió en ban de Macsó.